# Стародуб, Николай Фёдорович
Николай Фёдорович Стародуб (25 июля 1924 года, с. Будунда, Амурская область, СССР — 17 октября 1992 года, Благовещенск, Амурская область) — директор Амурского областного театра драмы (1954—1986), художник. Заслуженный работник культуры РСФСР (1968), кавалер ордена Трудового Красного Знамени (1971).

## Биография
Николай Стародуб родился в семье крестьян-переселенцев с Украины, Фёдора (Федосея) Варфоломеевича Стародуба (1882—1930) и Парасковьи Федосеевны Дякун (1892—1948). Фёдор Варфоломеевич прошел Первую мировую войну, был награждён Георгиевским крестом. Детей в семье было семеро.
Окончил Иркутское художественное училище. В 1944 году поступил на работу в Амурский областной театр драмы актёром и художником. Спустя пять лет был переведён в областной отдел искусств на должность уполномоченного по контролю за зрелищами и репертуаром. С октября 1951 года по май 1952 года работал живописцем в Амурском товариществе художников. Затем был переведён в Благовещенский городской отдел культпросветработы на должность заведующего. В августе 1953 года назначен начальником отдела искусств областного управления культуры. Через год утвержден директором областного театра.
Ученик и сподвижник Николая Уралова, который до 1962 года был главным режиссёром Амурского театра драмы. В 1968 Стародуб, будучи депутатом горсовета г. Благовещенска, добился переименования переулка Почтамтского, расположенного недалеко от театра, в переулок им. Н. И. Уралова. Открыл барельеф Уралова и в 1982 году — бюст (находится в фойе Амурского театра драмы).
Организовал полную реконструкцию здания Амурского театра (Общественного собрания). Была пристроена закулисная часть театра, сооружены и оснащены помещения для цехов. В 1958 году у Амурского театра появились большие четырёхгранные колонны, поддерживающие фронтон.
С целью поиска артистов для Амурского театра драмы ежегодно выезжал в Москву на Всесоюзные актёрские биржи. Собрал сильнейшую труппу: в Амурском театре работали артисты из Москвы, Киева, Читы, Кемерова, Самарканда, Петропавловска-Камчатского, Ижевска, Душанбе, Перми, Тюмени, Дмитрограда и других городов. 
Стародуб входил в группу 6 директоров при Министерстве культуры РСФСР, которые формировали театральную политику в стране.
География гастролей Амурского театра в годы директорства Стародуба охватила практически все города Советского Союза. В 1983 году Амурский театр отметил своё 100-летие в Москве, на сцене театра «Ленком». Театру было присуждено переходящее Красное знамя, на которое претендовали 530 театров Советского Союза. Один из показанных в Москве спектаклей — «Отчий край» — был поставлен по одноимённой пьесе Николая Стародуба (под псевдонимом Н. Фёдоров).
Как сценограф и художник по костюмам Н. Ф. Стародуб оформил около 100 спектаклей Амурского театра драмы.
26 марта 1986 года Николай Стародуб был освобождён от должности директора театра. До 1991 года занимал должность директора Выставочного зала г. Благовещенска. Скончался 17 октября 1992 года после инсульта.

## Семья
Жена — Стародуб (Орёл) Нина Сергеевна (1928—1996) — артистка Амурского областного театра драмы. Брак 1945—1992 гг.
Дети:
- Сын Стародуб Юрий Николаевич (р.1952) — хирург, эксперт медико-социальной экспертизы Амурской области
- Дочь Стародуб (Салий) Вера Николаевна (1960—2007) — техник-механик связи

Брат — Сергей Фёдорович Стародуб, писатель, художник

## Награды и звания
- Заслуженный работник культуры РСФСР (1968);
- Орден Трудового Красного Знамени (1971)
- Орден Знак Почёта
- Орден Октябрьской Революции
- Медаль За трудовую доблесть
- Медаль Ветеран труда

## Память
- Л. А. Завальнюк. Осень в Благовещенске. Поэма. — М, 2011. — 128 с, илл.
- С. Ф. Стародуб. Виток спирали. Отец. Повести. — Хабаровск: Хабаровское книжное издательство, 1968. — 232 с. (Посвящение: «Брату и другу Николаю посвящаю»).
- Радиопередача «Во имя памяти» (к 80-летию со дня рождения Н. Ф. Стародуба), автор Яна Стародуб-Афанасьева, 2004 год.
- Очерк «Директор Советского Союза», альманах «Приамурье моё», автор Яна Стародуб-Афанасьева, 2014 год.
- Документальный фильм «Директор Советского Союза», режиссёр Яна Стародуб-Афанасьева. ТК «Альфа-канал», 2014 год.